# Бинчарова
Бинчарова (пол. Binczarowa, укр. Більцарева) — село в Польше, в гмине Грыбув Новосонченского повята Малопольского воеводства. В 1975—1998 годах село входило в состав Новосонченского воеводства. Расположено в долине реки Бинчарки. Основано Казимиром Великим в 1365 году.
В селе находится памятник архитектуры — деревянная грекокатолическая церковь. В 1930-х годах в селе была построена вторая — православная — церковь, уничтоженная после 1945 года.
Кладбище времён Первой мировой войны.

## Известные люди
- Ярослав Качмарчик (1885 — 1944), президент непризнанной Русской народной республики лемков[1].
- Мефодий Трохановский (1885—1948), лемковский учитель и общественный деятель